# Serrat del Vent (Castellví de Rosanes)
El Serrat del Vent és una serra situada als municipis de Corbera de Llobregat i Castellví de Rosanes (Baix Llobregat), amb una elevació màxima de 217 metres.